# Doddabandara, Somvarpet
Doddabandara là một làng thuộc tehsil Somvarpet, huyện Kodagu, bang Karnataka, Ấn Độ.